# Mikaniopsis
Mikaniopsis là một chi thực vật có hoa thuộc họ Asteraceae.

## Danh sách loài
Chi này có các loài sau:
- Mikaniopsis bambuseti (R.E.Fr.) C.Jeffrey
- Mikaniopsis camarae Lisowski
- Mikaniopsis cissampelina (DC.) C.Jeffrey
- Mikaniopsis clematoides (Sch.Bip. ex A.Rich.) Milne-Redh.
- Mikaniopsis kivuensis Lisowski
- Mikaniopsis kundelungensis Lisowski
- Mikaniopsis maitlandii C.D.Adams
- Mikaniopsis nyungwensis Lisowski
- Mikaniopsis paniculata Milne-Redh.
- Mikaniopsis rwandensis Lisowski
- Mikaniopsis tanganyikensis (R.E.Fr.) Milne-Redh.
- Mikaniopsis tedliei (Oliv. & Hiern) C.D.Adams
- Mikaniopsis troupinii Lisowski
- Mikaniopsis usambarensis (Muschl.) Milne-Redh.
- Mikaniopsis vitalba (S.Moore) Milne-Redh.